# Khalid Abdulla Alshammari
Khalid Abdulla Alshammari (* 31. August 1986) ist ein ehemaliger katarischer Gewichtheber.
2005 nahm er an den Weltmeisterschaften teil und wurde im Superschwergewicht 16. Bei den Westasienspielen im selben Jahr wurde er Fünfter. 2006 erreichte er bei den Asienspielen in Doha den siebten Platz. Bei den Asienmeisterschaften 2007 hatte er im Stoßen keinen gültigen Versuch. 2008 wurde er bei den Asienmeisterschaften Sechster. Bei den Golfmeisterschaften 2009 wurde er bei der Dopingkontrolle positiv getestet und für zwei Jahre gesperrt.